# Acanthaxius caespitosa
Acanthaxius caespitosa is een tienpotigensoort uit de familie van de Axiidae. De wetenschappelijke naam van de soort is voor het eerst geldig gepubliceerd in 1979 door Squires.